# Neomyro
Neomyro is een geslacht van spinnen uit de  familie van de Desidae.

## Soorten
- Neomyro amplius Forster & Wilton, 1973
- Neomyro circe Forster & Wilton, 1973
- Neomyro scitulus (Urquhart, 1891)